# Uh Huh Her
Uh Huh Her é um duo musical estadunidense formado em Los Angeles, em janeiro de 2007. O nome da banda veio do álbum Uh Huh Her (2004), da artista PJ Harvey.

## Integrantes
Camila Grey, uma ex-membro da banda lo-fi de rock Mellowdrone, não tinha lançado qualquer material solo antes de entrar para a Uh Huh Her.  De qualquer jeito, ela tocava baixo e teclado para vários artistas, como Dr. Dre, Melissa Auf der Maur, Busta Rhymes, e Kelly Osbourne.
Leisha Hailey, que antigamente era do The Murmurs e Gush, tinha deixado a música temporariamente de lado para se dedicar a série The L Word como a personagem Alice Pieszecki.
Originalmente, havia três integrantes em Uh Huh Her. A terceira integrante, Alicia Warrington, saiu.

## Discografia

### Álbuns
- Common Reaction (2008)
- Nocturnes (2011)
- Future Souls (2014)

### EPs
- I See Red (2007)
- Black and Blue (2011)
- EP3 (2012)